# Mont Aorai
Le mont Aorai ou encore l'Aorai est le troisième plus haut sommet de l'île de Tahiti en Polynésie française, après le mont Orohena et le Pito Iti. Il culmine à  2 066 m d'altitude ; il est le troisième plus haut sommet de la Polynésie française.